# Амалфи
Амалфи (итал. Amalfi) град је у јужној Италији. Амалфи је омањи град Округа Салерно у оквиру италијанске покрајине Кампанија.

## Природне одлике
Град Амалфи налази се у јужном делу Италије, на свега 20 км западно од Салерна. Град је налази на Сорентинском полуострву, које раздваја Напуљски и Салернски залив. Град је друго по важности насеље полуострва, смештено на јужној страни, на Салернском заливу, на тзв. Амалфитској обали. Изнад града веома стрмо се издиже планина Латаро, која затвара града са копна и која је онемогућила развој града у веће насеље. Са друге стране, град стога има дивне погледе на море.

## Историја
Амалфи је био први западни град који је имао јаке трговачке везе са Блиским истоком и Византијом. Разлог овоме треба тражити у положају града, у јужном делу Апенинског полуострва, мање изложеног упадима варвара, као и заклоњености града од околине окомитим планинама, па је прилаз граду био углавном са мора. Трговина Амалфија је била на врхунцу у 8. веку, а њени трговци били су чувени трговци на Средоземљу. Међутим, развојем северних крајева Амалфи губи трку у 10. веку, када на сцену ступају Пиза, Ђенова и Венеција. 1075. године град губи самосталност и пада у зачеље историје.

## Становништво
Према резултатима пописа становништва 2011. у општини је живело 5.163 становника.
| 1931. | 1936. | 1951. | 1961. | 1971. | 1981. | 1991. | 2001. | 2011. |
| ----- | ----- | ----- | ----- | ----- | ----- | ----- | ----- | ----- |
| 6.497 | 6.063 | 6.237 | 7.163 | 6.258 | 6.055 | 8.589 | 5.428 | 5.163 |

Амалфи данас има тек преко 5.000 становника, Италијана и странаца, махом некадашњих гостију града, који су се заљубили у лепоте Амалфија и овде се скућили трајно. Последњих деценија број становника у граду опада, а што је повезано са нарастањем потреба за новим туристичким садржајима.

## Партнерски градови
- Њу Хејвен

## Галерија
- Трг испред катедрале
- Сликовите куће Амалфија
- Амалфи -мали трг
- Катедрала